# Anochetus variegatus
Anochetus variegatus är en myrart som beskrevs av Horace Donisthorpe 1938. Anochetus variegatus ingår i släktet Anochetus och familjen myror. Inga underarter finns listade i Catalogue of Life.